# Helina ciliata
Helina ciliata este o specie de muște din genul Helina, familia Muscidae, descrisă de Karl în anul 1929. Conform Catalogue of Life specia Helina ciliata nu are subspecii cunoscute.